# Telelibera 63
Telelibera è stata un'emittente televisiva napoletana fondata nel 1977

## Storia
L'emittente nasce come Telelibera 63 nel quartiere napoletano di Mergellina nella sede storica al Parco Comola Ricci, fondata da alcuni imprenditori edili, ed inizia a trasmettere sul canale uhf 63 da cui il nome, per poi ampliare nel decennio successivo le capacità di trasmissione (trasmetterà anche nei canali uhf 30, 33, 35, 41, 61 e 65) Negli anni i temi ricoperti dalle trasmissioni dell'emittente passano dalla semplice cronaca regionale ad argomenti di più ampio respiro e di interesse sovraregionale.
Nel 2004 ottiene la concessione per trasmettere con la tecnologia digitale terrestre. Nel 2004, ottenuta la concessione alla trasmissione in digitale, la rete di ripetitori e frequenze di Telelibera 63 è venduta a Mediaset per la creazione del multiplex Mediaset 1 in Campania. In un primo momento Telelibera 63 continua provvisoriamente a trasmettere in digitale all'interno del multiplex Mediaset 1, successivamente, il gruppo editoriale che fa capo alla famiglia Varriale torna ad operare in proprio, attraverso la nascita del progetto Julie. Dal 2006 Telelibera, infatti, fa parte del bouquet televisivo di Julie Italia, e collabora con le reti Mediaset, fornendo personale in loco e materiali video.